# كارلهاينز شتوكهاوزن
كارل هاينز شتوكهاوزن (بالألمانية: Karlheinz Stockhausen) (تُلفظ بالألمانية: [kaʁlˈhaɪnts ˈʃtɔkhaʊzn̩]; 22 أغسطس 1928 – 5 ديسمبر 2007) ملحن ألماني، يعده الكثيرون من النقاد أحد أهم الملحنين (باريت 1988,45؛ هارفي 1975b، 705؛ هوبكنز 1972,33؛ كلين 1968، 117) وأكثرهم جدلاً (باور 1990، 30) في القرن العشرين وأوائل القرن الحادي والعشرين. ويطلق عليه أحد النقاد «أحد أعظم موسيقيي القرن العشرين أصحاب الرؤى» (هيويت 2007). وهو معروف بأعماله الرائدة في الموسيقى الإلكترونية، والعفوية (العفوية المنظمة) في التلحين بالمصفوفات، والحيز (spatialization) الموسيقي.
وقد درس شتوكهاوزن في جامعة كولونيا للموسيقى وجامعة كولونيا، كما درس بعد ذلك مع أوليفييه ميسيان في باريس، ومع فيرنر ماير-إيبلير في جامعة بون. وبصفته من الشخصيات الرائدة في مدرسة دارمشتات، مازالت ألحانه ونظرياته ذات تأثير كبير، ليس فقط على مؤلفي الموسيقى الفنية، ولكن أيضًا على الجاز والموسيقى الشائعة. وتبتعد أعمال شتوكهاوزن، التي وضعها على مدار فترة تقترب من ستين عامًا، دائمًا عن الأنماط التقليدية. وبالإضافة إلى الموسيقى الإلكترونية، مع وبدون مغنين، تتنوع هذه الأعمال بين مصغرات لصناديق الموسيقى (musical box) وأعمال لآلاتٍ فردية، وأغانٍ، وموسيقى الحجرة، وموسيقى الجوقة، والموسيقى الأوركسترالية، وحتى دورة من سبعة عروض أوبرالية كاملة. وتصل أعماله النظرية وغيرها إلى عشرة مجلدات كبيرة. وقد حصل شتوكهاوزن على العديد من الجوائز والأوسمة عن ألحانه، وتسجيلاته، والأرقام القياسية التي حققتها شركته للنشر.
ومن أهم أعمال شتوكهاوزن الجديرة بالذكر مجموعة من تسع عشرة مقطوعة تحمل اسم مقطوعات البيانو (Klavierstücke)، وكونترا-بونكتي (Kontra-Punkte) لعشر آلات، وأغاني الشباب (Gesang der Jünglinge) التي تنتمي إلى الموسيقى المصنّعة، ومجموعات (Gruppen) لثلاث أوركسترات، والعزف الإيقاعي المنفرد الدائرة (Zyklus)، والوصلات (Kontakte)، وغنائية اللحظات (Momente)، والمقطوعة الإلكترونية الحية الميكروفون الأولى (Mikrophonie)، والأناشيد الوطنية (Hymnen)، والتناغم (Stimmung) لستة منشدين، ومن وحي الأيام السبعة (Aus den sieben Tagen)، ومانترا والتي تُعزف بجهازي بيانو وبعض الأدوات الإلكترونية، والأبراج (الأبراج)، والابتهالات (Inori)للعازفين المنفردين والأوركسترا، ودورة الأوبرا الضخمة الضوء (Licht).
وقد توفي شتوكهاوزن نتيجة فشل مفاجئ في القلب عن عمرٍ يناهز 79 عامًا، في 5 من ديسمبر 2007م في منزله في كيرتن (Kürten) بألمانيا.

## وصلات خارجية
- كارلهاينز شتوكهاوزن على موقع IMDb (الإنجليزية)
- كارلهاينز شتوكهاوزن على موقع الموسوعة البريطانية (الإنجليزية)
- كارلهاينز شتوكهاوزن على موقع مونزينجر (الألمانية)
- كارلهاينز شتوكهاوزن على موقع ألو سيني (الفرنسية)
- كارلهاينز شتوكهاوزن على موقع ميوزك برينز (الإنجليزية)
- كارلهاينز شتوكهاوزن على موقع أول موفي (الإنجليزية)
- كارلهاينز شتوكهاوزن على موقع قاعدة بيانات الأفلام السويدية (السويدية)
- كارلهاينز شتوكهاوزن على موقع إن إن دي بي (الإنجليزية)
- كارلهاينز شتوكهاوزن على موقع أول ميوزيك (الإنجليزية)
- كارلهاينز شتوكهاوزن على موقع ديسكوغز (الإنجليزية)

- Karlheinz Stockhausen official site
- official site for the Stockhausen CD Edition
- The Stockhausen Society (International)
- Catalogues of works by Stockhausen (Stockhausen Verlag)
- Comprehensive Stockhausen Discography
- Ingvar Loco Nordin’s Stockhausen pages
- McEnery, Paul. 2001. "Karlheinz Stockhausen: The Composer of 'The First Great Piece of Electronic Music' Influenced the Beatles, Miles Davis and Numberless Others. And He Comes from Sirius". Salon.com.

مواد صوتية
- Stockhausen website video and audio files
- Epitonic.com: Karlheinz Stockhausen featuring tracks from Mantra
- Excerpts from sound archives نسخة محفوظة 22 يناير 2021 على موقع واي باك مشين. of Stockhausen's works

نعي
- [Editor]. 2007. "Karlheinz Stockhausen". The Times (8 December). (بالإنجليزية)
- Ircam-Centre Pompidou, and François Decarsin. 2007. Karlheinz Stockhausen: Compositeur allemand né le 22 août 1928 à Mödrath, près de Cologne, et décédé le 5 décembre 2007, à Kürten, où il vivait. (10 December). (بالفرنسية)
- Nonnenmann, Rainer. 2007. "In Kürten zu Hause—und im Universum". Kölner Stadt-Anzeiger (7 December). (بالألمانية)

مقابلات
- Weasel, Gary. 2007. "Looping the Loop: Karlheinz Stockhausen". Dazed Digital (31 May).

؛ كتابات أخرى
- Austin, Kevin. 2010. "Kontakte by Karlheinz Stockhausen in Four Channels". eContact! 12.4—Perspectives on the Electroacoustic Work / Perspectives sur l’œuvre électroacoustique (August). Montréal: CEC.
- Betsill, Daniel Joseph. 2007. The construction of Stockhausen’s Heaven’s Door.
- Covell, Grant Chu. 2000. "Stockhausen Is Invisible". La Folia 3/1 (November).
- Covell, Grant Chu. 2007. "Ferneyhough & Stockhausen: Grubby and Gruppen". La Folia (April).
- Essl, Karlheinz 1989. "Aspekte des Seriellen bei Karlheinz Stockhausen". First appeared in Lothar Knessl (Ed.) WIEN MODERN '89: 90–97. Vienna.
- Föllmer, Golo. [n.d.] "Karlheinz Stockhausen: «Spherical Concert Hall»" (Osaka World Expo, 1970). Medien Kunst Net / Media Art Net.